# Ryujin Kiyoshi
Ryujin Kiyoshi (Japans: 清 竜人, Kiyoshi Ryūjin) (Yodogawa-ku, Osaka, 27 mei 1989) is een Japanse singer-songwriter. Hij debuteerde als artiest onder een platenlabel in 2009, met de single Morning Sun. Hij is vooral bekend voor dit nummer, evenals het schrijven van Yui Horie's single Immoralist uit 2011.

## Biografie
Kiyoshi werd geboren op 27 mei 1989, en groeide op in Osaka. Op 15-jarige leeftijd begon hij zijn eigen muziek te schrijven, en in de zomer van 2005 produceerde hij demo-opnames, die hij naar vele platenmaatschappijen stuurde, waarmee zijn muzikale carrière begon. In 2006 deed Kiyoshi mee aan de Teens Rock high school band muziekwedstrijd en won de hoofdprijs, waardoor hij in 2006 onder andere op het zomerfestival Rock in Japan Festival te zien was.
In 2008 bracht Kiyoshi zijn eerste commerciële nummer uit voordat hij bij een platenlabel werd getekend, met het nummer Send, dat werd opgenomen op de soundtrack van de film Cyborg She. Hij debuteerde officieel in 2009 onder EMI Music Japan met het nummer Morning Sun, dat werd gebruikt in een reclamecampagne voor mobiele telefoon provider AU. Kiyoshi bracht later in de maand zijn debuutalbum Philosophy uit. Het album werd bekroond met een runner up award in de tweede CD Shop Awards in 2010.
In 2010 bracht Kiyoshi zijn tweede album uit, World, geleid door de singles Help Me Help Me Help Me en Itai yo. Na de release van het album, hield Kiyoshi zijn eerste grote tournee door Japan. In 2011 werd een nummer geschreven door Kiyoshi, Immortalist, uitgebracht door stemactrice en zangeres Yui Horie, en werd gebruikt als het themalied voor de anime-serie Dragon Crisis!. Het nummer werd een top 10-single op Oricon's singles hitnoteringen. Twee maanden later bracht Kiyoshi zijn derde album uit, People.

## Discografie

### Albums
| Jaar | Titel          | Details                                                                                        | Hitnoteringen |
| Jaar | Titel          | Details                                                                                        | Oricon        |
| ---- | -------------- | ---------------------------------------------------------------------------------------------- | ------------- |
| 2009 | Philosophy     | - Releasedatum: 25 maart 2009 - Formaat: CD, Digitaal - Label: EMI Music Japan (TOCT-26734)    | 38            |
| 2010 | World          | - Releasedatum: 17 februari 2010 - Formaat: CD, Digitaal - Label: EMI Music Japan (TOCT-26934) | 20            |
| 2011 | People         | - Releasedatum: 13 april 2011 - Formaat: CD, Digitaal - Label: EMI Music Japan (TOCT-27063)    | 29            |
| 2012 | Music          | - Releasedatum: 9 mei 2012 - Formaat: CD, Digitaal - Label: EMI Music Japan (TOCT-28079)       | 37            |
| 2012 | Kiyoshi Ryujin | - Releasedatum: 30 december 2012 - Formaat: CD, Digitaal - Label: EMI Music Japan              | -             |
| 2013 | Work           | - Releasedatum: 23 oktober 2013 - Formaat: CD, Digitaal - Label: EMI Music Japan (TYCT-60003)  | 36            |
| 2014 | Best           | - Releasedatum: 12 november 2014 - Formaat: CD, Digitaal - Label: EMI Music Japan (TYCT-60048) | 114           |
| 2019 | Reiwa          | - Releasedatum: 1 mei 2019 - Formaat: CD, Digitaal - Label: EMI Music Japan (KICS-93791)       | -             |

### Singles
| Jaar | Titel                                                                                         | Opmerkingen     | Hitnoteringen         | Hitnoteringen           | Hitnoteringen       | Album      |
| Jaar | Titel                                                                                         | Opmerkingen     | Oricon singles charts | Billboard Japan Hot 100 | RIAJ digital tracks | Album      |
| ---- | --------------------------------------------------------------------------------------------- | --------------- | --------------------- | ----------------------- | ------------------- | ---------- |
| 2009 | "Morning Sun"                                                                                 |                 | 43                    | 5                       | -                   | Philosophy |
| 2009 | "John L. Fly no Uso" (ジョン・L・フライの嘘, Jon Eru Furai no Uso, "The Lies of John L. Fly") | Digitale single | -                     | -                       | -                   | Philosophy |
| 2009 | "Help Me Help Me Help Me" (ヘルプミーヘルプミーヘルプミー, Herupu Mī Herupu Mī Herupu Mī)     |                 | 82                    | 39                      | -                   | World      |
| 2010 | "Itai yo" (痛いよ, "It Hurts")                                                                |                 | 55                    | 17                      | 49                  | World      |
| 2010 | "Mademoiselle" (マドモアゼル, Madomoazeru)                                                    | Digitale single | -                     | -                       | -                   | World      |
| 2010 | "Bokura wa Tsunagatteru n da na" (ぼくらはつながってるんだな, "'Cause We're All Connected")   |                 | 43                    | 21                      | -                   | People     |
| 2010 | "Please Repeat After Me" (プリーズリピートアフターミー, Purīzu Ripīto Afutā Mī)               |                 | 64                    | 58                      | -                   | People     |
| 2011 | "Boy and Girl Love Song" (ボーイ・アンド・ガール・ラヴ・ソング, Boi ando Gāru Rabu Songu)     |                 | 48                    | 53                      | -                   | People     |
| 2011 | "Gakincho no Uta" (がきんちょのうた, "Little Brats Song")                                     | Digitale single | -                     | -                       | -                   | People     |

## Muziekvideo's
| Regisseur         | Titel                         |
| ----------------- | ----------------------------- |
| Alex Profit       | Bokura wa Tsunagatterun da na |
| Ishii Yuuya       | Homo sapiens wa Uta wo Utau   |
| Ichimura Hayato   | All My Life                   |
| Ootsubo Soujirou  | Itai yo (LIVE@SHIBUYA-AX)     |
| Groovisions       | Zipangu                       |
| Kurokawa Shizuka  | Boy and Girl Love Song        |
| Kojima Junji      | Please Repeat After Me        |
| Nakagawa Migiwa   | Uso no Koi                    |
| Fujiyasu Hirohito | Help Me Help Me Help Me       |
| Morimoto Mie      | Itai yo                       |
| Unknown           | Morning Sun                   |

## Prijzen
| Jaar | Prijs                                                        | Categorie                    | Resultaat   |
| ---- | ------------------------------------------------------------ | ---------------------------- | ----------- |
| 2006 | Teens Rock in Hitachinaka 2006                               | Voor zichzelf                | Gewonnen    |
| 2009 | FM Festival "Life Music Award 2009" Best Voice of Life       | Voor Morning Sun             | Genomineerd |
| 2009 | FM Festival "Life Music Award 2009" Best New Artist of Life  | Voor Morning Sun             | Genomineerd |
| 2010 | De tweede CD Shop Awards                                     | Voor Philosophy              | Zilver      |
| 2010 | Space Shower Music Video Awards 2010 - Best New Artist Video | Voor Help Me Help Me Help Me | Genomineerd |